# Anna Amigó Bertran
Anna Amigó Bertran (Barcelona, 14 de març de 1966) és una orientadora catalana, especialista en curses d'orientació i raids d'aventura.
Com a membre del Club Orientació Catalunya, amb el qual competí, arribà a convertir-se en campiona de Catalunya en gairebé totes les disciplines de curses d'orientació entre els anys 1988 i 2003. També guanyà dotze Campionats d'Espanya, a més de quatre Lligues, entre els anys 1995 i 2010. Fent parella amb Emma Roca i Rodríguez, el 1999 aconseguí el primer World Orienteering Marathon Trophy. Entre els anys 1995 i el 2002 formà part de la selecció espanyola i disputà cinc Campionats del Món, quatre a peu i un amb bicicleta de muntanya. Amb la selecció catalana participà en els trofeus internacionals Ciutat de Barcelona i en els Park World Tour. Feu d'orientadora en l'equip femení Buff-Salomon, el qual per ser únic al món, competia contra equips masculins en raids d'esports d'aventura com els Gauloises (1995-2000) celebrats a la Patagònia o l'Himàlaia, entre altres indrets. L'any 2004 aconseguí classificar-se en segon lloc en el campionat de Catalunya d'orientació a llarga distància. L'any 2012, competint ja com a veterana, va guanyar el Campionat d'Espanya de Curses d'Orientació 2012 d'aquesta categoria. L'any 2016 l'equip del Club Orientació Catalunya (COC), format per Anna Amigó, Anna Illa i Anna Nadeu aconseguí la segona posició al Campionat de Catalunya de relleus d'Orientació. Amigó també s'ha ocupat d'escriure manuals d'ensenyança esportiva relacionats amb les curses d'orientació dirigits a estudiants d'educació infantil, de primària i de secundària.